# 계성중학교 (경남)
계성중학교는 경상남도 창녕군 계성면에 있었던 공립 중학교이다.

## 연혁
- 1971년 3월 15일 : 개교
- 2008년 2월 29일 : 폐교 및 영산중학교와 통합

## 폐교 이후
폐교 이후, 계성중학교 자리는 창녕군에서 영어마을로 사용하고 있다.